# حركة عمالية

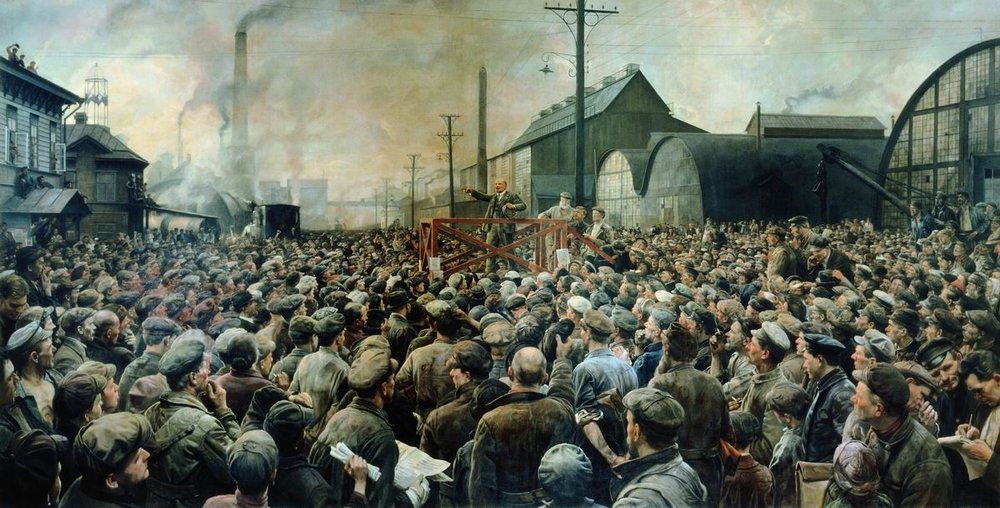

حركة عمالية (بالإنجليزية: labor movement)‏ هو مصطلح عام يعني تنظيم العمال، من أجل شن الحملات التي تدعو أصحاب العمل والحكومات السياسية إلى تحسين أوضاعهم ومصالحهم وخصوصا المطالبة بتنفيذ أو تشريع أو تعديل قوانين تحكم علاقات العمل. وظيفة نقابات العمال هي العمل المنظم داخل المجتمعات، بهدف تمثيل مصالح العمال والطبقة العاملة. الكثير من النخبويين، سواء أفراد أو مجموعات سياسية قد يكونوا نشطاء في الحركات العمالية أيضا.
في بعض الدول، بما فيها المملكة المتحدة وأستراليا، يستخدم المصطلح لوصف «جناح سياسي»(بالإنجليزية: political wing)‏ و «جناح صناعي» (بالإنجليزية: industrial wing)‏. في بريطانيا، أسس حزب العمال وكان يطلق عليه «لجنة تمثيل العمال»(بالإنجليزية: Labour Representation Committee)‏ كنتيجة لثورة كونغرس نقابة العمال(بالإنجليزية: Trades Union Congress)‏ عام 1899، على الرغم من أنه في الوقت الراهن، وخصوصا منذ تولي توني بلير رئاسة الحزب عام 1994، أصبح التحالف أكثر هشاشة وتجلى ذلك بقطع عدد من النقابات صلاتها مع الحزب بشكل رسمي. في أستراليا، تمثل هذه الأجنحة من الحركة العمالية ما يسمى حزب العمال الأسترالي (بالإنجليزية: Australian Labor Party)‏ ، الجناح السياسي، أما الجناح الصناعي، يمثله المجلس الأسترالي لنقابات العمال (بالإنجليزية: Australian Council of Trade Unions)‏

## خلفية تاريخية
في أوروبا، بدأت حركة العمال إبان الثورة الصناعية، عندما تضاءل عدد الوظائف في قطاع الزراعة واتجهت موجة التوظيف نحو القطاع الصناعي. جابهت هذه الموجة مقاومة شديدة. أثناء القرنين الثامن عشر والتاسع عشر، كان ثمة مجموعة اسمها «شهداء تولبودل»(بالإنجليزية: Tolpuddle Martyrs of Tolpuddle)‏ ، كانت قد عوقبت لأنها شكلت نقابات، الأمر الذي كان مخالف للقانون آنذاك. الحركة كسبت تأييدا في أواخر القرن التاسع عشر وأوائل العشرين، من تقليد «التعليم الاجتماعي الكاثوليكي» (بالإنجليزية: Catholic Social Teaching)‏ الذي بدأ عام 1891 بنشر ما عرف ب وثيقة بوب ليو (بالإنجليزية: Pope Leo XIII)‏ الأساسية، ريروم نوفاروم (بالإنجليزية: Rerum Novarum)‏، والتي عنونت «في وضع الطبقات العاملة» (بالإنجليزية: On the Condition of the Working Classes)‏، والتي يؤيد فيها سلسلة من الإصلاحات تتضمن حدود لعدد ساعات يوم العمل، إلغاء عمل الأطفال، حق العمال في التنظيم، ومسؤولية الدولة في تنظيم شؤون العمال. عقب نشر الوثيقة، بدأت الحركة العمالية، التي تخبطت في أول الأمر، تنتعش في أوروبا وبعد ذلك في قارة أمريكا الشمالية.
على مدار العالم، أدت حركة العمال إلى إصلاحات في حقوق العمال، مثل عطلة نهاية الأسبوع، الحد الأدني للأجور، إجازة مدفوعة الرسوم، والنجاح في جعل الحد الأقصى لعدد ساعات يوم العمل لا يتعدى ثاني ساعات. هنالك الكثير من النشطاء العماليين في التاريخ الحديث الذين ساهموا في صنع تغييرات ثورية في زمنهم، والتي تعد في الوقت الحالي عادية. على سبيل المثال، ماري هاري جونز (بالإنجليزية: Mary Harris Jones)‏، المعروفة ب «الأم جونز»، و «مجلس الوطني الكاثوليكي للخدمة الاجتماعية» (بالإنجليزية: National Catholic Welfare Council)‏ كانا ضروريين ومؤثرين في الحملة من أجل إنهاء عمل الأطفال في الولايات المتحدة إبان القرن العشرين. وجود حركة عمالية نشطة وحرة يعتبر عنصرا هاما في المحافظة على الديموقراطية والتطور الاقتصادي.
تاريخيا، تم تقييد حركة العمالة حول العالم بسبب وجود الحدود بين الدول. عادة، تسن قوانين العمل من قبل حكومات الشعوب. بالرغم من الجهود المبذولة لتبني حزمة من معايير العمل الدولية متمثلة في منظمة العمل الدولية، إلا أن العقوبات الدولية التي من المفترض أن تحل بالأعضاء في المنظمة الغير ملتزمين بالمعايير، تعتبر محدودة جدا. في العديد من الدول، تطورت الحركات العمالية بشكل مستقل يعكس قوانين العمل المعمول بها في الدول التي يعيشون بها.

## تطور حركة عمالية دولية
بازدياد درجة التجارة الدولية وتصادعد تأثير الشركات متعددة الجنسيات، ثمة نقاشات ومبادرات فعلية من لدن الحركات العمالية لمحاولة التعاون فيما بينها دوليا. قادت مثل تلك الجهود إلى التنظيم والمفاوضة الجماعية على مستوى دولي. أسس عدد من منظمات نقابية عالمية في محاولة لتسهيل المفاوضة الجماعية الدولية، وللمشاركة بالمعلومات والموراد وتأمين مصالح العمال بشكل عام.